# Industria de Bielorrusia

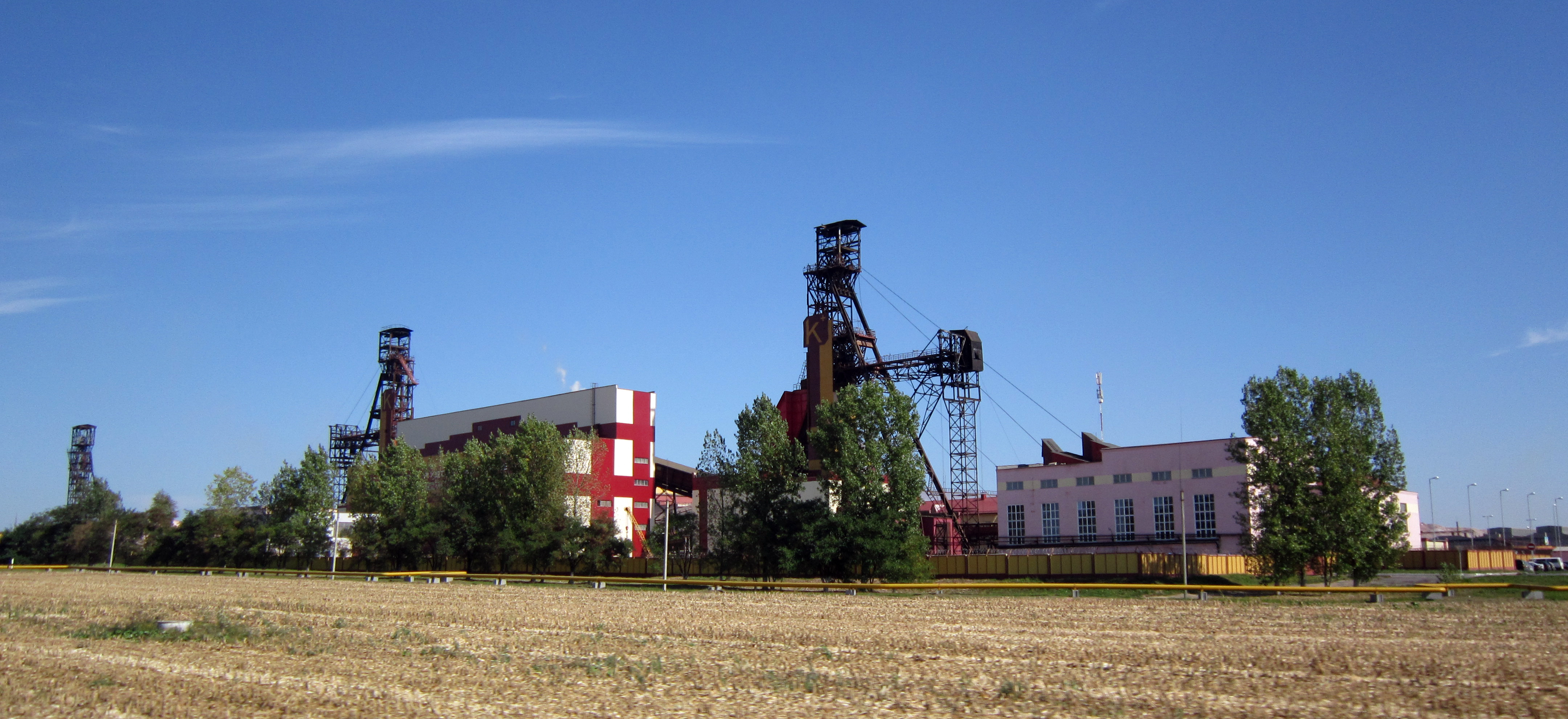
Planta de procesamiento de potasa n.º 2 de Belaruskali, uno de los mayores productores de fertilizantes de potasa del mundo.

La industria juega un papel importante en la economía de Bielorrusia. En 2020, la industria representó el 25,5% del PIB bielorruso. La participación del sector manufacturero (excluyendo la minería, la energía y el suministro de agua) en el PIB bielorruso fue del 21,3% en 2019. La Comisión Económica de las Naciones Unidas para Europa describió a Bielorrusia como un país con un "sector industrial bien desarrollado y una fuerza laboral altamente calificada". En 2020, el 23,5% de la fuerza laboral bielorrusa estaba empleada en la industria. En 2019, la producción industrial total ascendió a 115.700 millones de rublos bielorrusos (aproximadamente 54.000 millones de dólares estadounidenses); en 2020, ascendió a 116.500 millones de rublos bielorrusos (aproximadamente 44.000-54.000 millones de dólares estadounidenses). La industria bielorrusa está orientada hacia la exportación: en 2020, se exportó el 61,2% de la producción industrial. El sector más importante es la industria alimentaria (participación del 29,9% en la producción manufacturera total). Otros sectores industriales bien desarrollados incluyen la industria química (refinación del petróleo, petroquímica, fabricación de fertilizantes y otros productos químicos), la industria automotriz y la fabricación de otros equipos de maquinaria.

## Descripción general

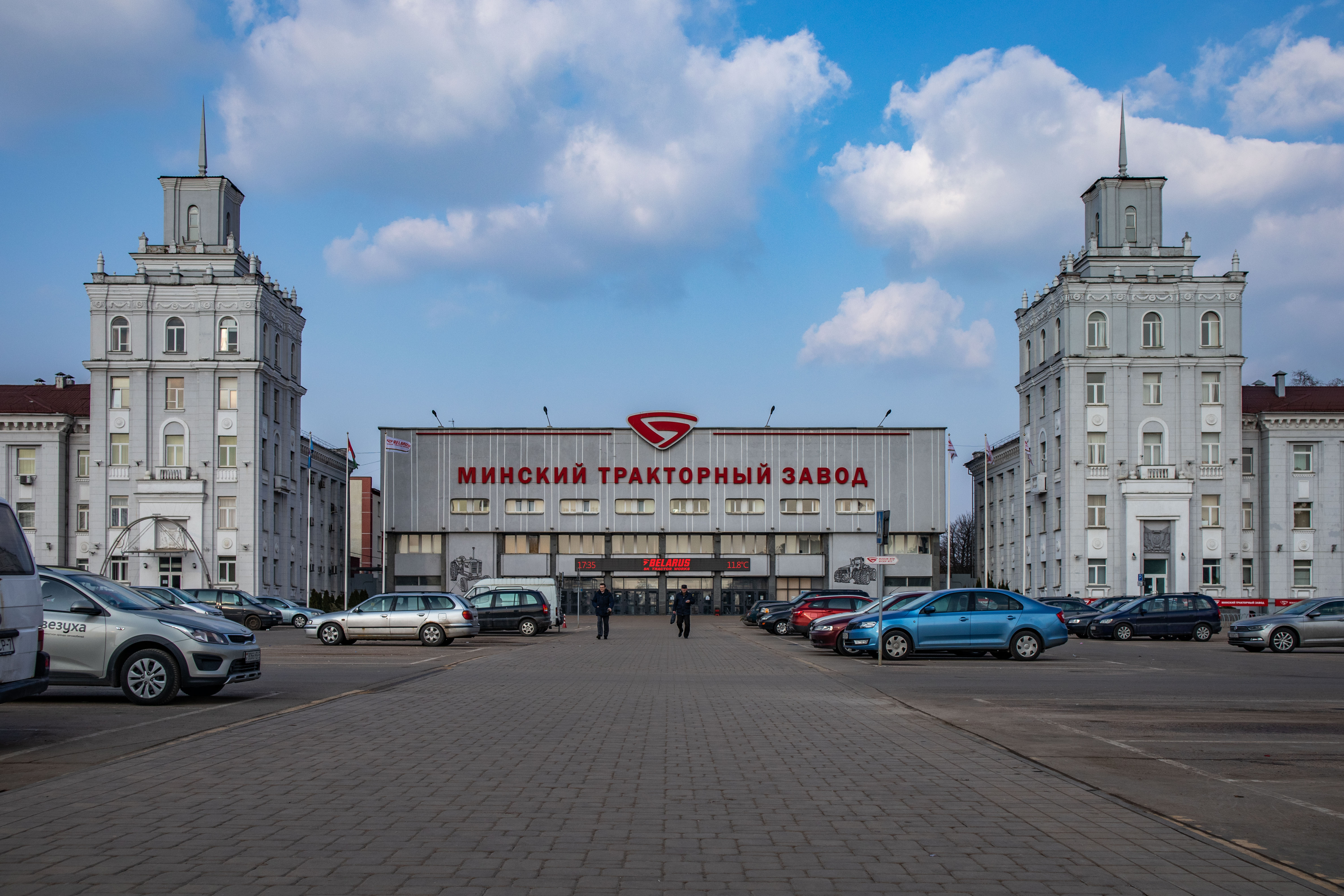
Planta de Tractores de Minsk, un importante productor de tractores

La industria bielorrusa es generalmente de propiedad estatal. El gobierno tiene participaciones de hasta el 100% en importantes empresas industriales. En 2019, el 2,1% de las organizaciones industriales eran propiedad directa del estado, empleando al 19% de los trabajadores industriales y produciendo 13,4% de la producción industrial. El 3,1% de las organizaciones industriales eran formalmente privadas, pero con participación estatal (hasta el 100%), y empleaban al 42,2% de los trabajadores de la industria, mientras que producían el 52,3% de la producción industrial. El 88,8% de las organizaciones activas en la industria eran privadas sin participación estatal (empleaban al 34,5% de los trabajadores en la industria y producían el 28,4% de la producción industrial), mientras que el 6% eran empresas de propiedad extranjera (empleaban al 4,3% de de los trabajadores de la industria y producían el 5,9% de la producción industrial. Las instalaciones industriales estatales dependen de distintos organismos gubernamentales según el sector de la industria: el Ministerio de Industria para la maquinaria y el transporte, la empresa estatal Belneftekhim para la industria química, la empresa estatal Bellesbumprom para la industria forestal y la producción de muebles, la empresa estatal Bellegprom para la industria textil, de confección y calzado, y la empresa estatal Belgospischeprom para la industria alimentaria.
Unas pocas grandes empresas contribuyen enormemente a la producción industrial total. En 2019, las 10 empresas manufactureras más grandes en Bielorrusia representaron el 34,4% de la producción manufacturera total. La misma proporción para las 50 mayores empresas fue del 50,4%.
El Estado bielorruso protege celosamente su capital; el ingreso de aliados como Rusia a la zona protegida resulta difícil, sino imposible, porque el gobierno de Minsk cobra precios exorbitantes por el cobro de las participaciones.
El predominio de las grandes empresas estatales afectó negativamente a las pequeñas y medianas empresas del sector industrial. En 2019, las medianas, pequeñas y microorganizaciones emplearon al 28,6% de la fuerza laboral industrial y produjeron el 18,4% de la producción industrial. Estas organizaciones fueron más activas en la producción de productos de madera y papel, incluida la impresión (47,1% de la producción en este sector) y menos activas en la industria alimentaria (13,9% de la producción en este sector), la fabricación de productos químicos (13,2%) y petroquímica (ninguna empresa).
Algunas instalaciones industriales fueron privatizadas en la década de 1990, a menudo por sus trabajadores. Varias fábricas (tanto las que prosperaron económicamente como las que no) fueron nacionalizadas durante el mandato de Aleksandr Lukashenko, generalmente sin compensación alguna:
- Pinskdrev carpintería y tenencia de muebles (Pinsk)[12]
- Kommunarka planta de confitería (Minsk)[13][12]
- Motovelo fábrica de bicicletas y motocicletas (Minsk)[12]
- Baranovichidrev (Baránavichy)[13]
- Instalación de carpintería de Borisovdrev (Barysaw)[13]
- Planta de confitería Spartak (Gómel)[13][12]
- Planta de confitería Krasny pischevik ("Fabricante de comida roja"; Babruisk)[13][12]
- Fábrica de zapatos Luch (Minsk)[13][12]
- Fábrica de rodamientos de Minsk[13]
- Fábrica de baldosas cerámicas Keramin (Minsk)[13][12]
- Fábrica de alfombras de Brest[13]
- Fábrica de malta Belsolod (Ivánava)[13]
- Planta de reparación de aeronaves de Orsha[12]
- Fabricante farmacéutico Minskinterkaps[12]

El beneficio neto total (después de impuestos) de la industria fue de 6.591,2 mil millones de robles en 2019, frente a los 3.141,6 mil millones de robles de 2018.

## Estructura
En 2020, la participación de la industria manufacturera (en ruso: обрабатывающая промышленность) en la producción industrial fue del 88,3%, la participación de la generación y el suministro de energía fue del 8,9%, la participación del suministro de agua fue del 1,7%, y la participación de la industria minera fue del 1,1%.
El Comité Nacional de Estadística Belstat utiliza la clasificación OKED de industrias con fines estadísticos. En 2020, ocho sectores tenían al menos 5% de participación en la industria manufacturera:
- Industria alimentaria — 29,9%
- Fabricación de productos refinados del petróleo — 13,1%
- Industria química — 9,1%
- Fabricación de productos plásticos, de caucho y otros productos minerales no metálicos — 7,9%
- Metalurgia y fabricación productos metálicos (excepto transporte y equipamiento) — 7,3%
- Fabricación de maquinaria y equipo no incluido en otros grupos OKED[n 3] — 7,1%
- Fabricación de productos de madera y papel — 5,8%
- Fabricación de vehículos y equipos de transporte — 5,1%

Otras fuentes nacionales, incluyendo la enciclopedia bielorrusa, utilizan una clasificación de industrias diferente, diseñada por los soviéticos (industria de combustibles, industria química y petroquímica, construcción de maquinaria y metalurgia, etc.). Las fuentes internacionales utilizan diferentes clasificaciones de industrias.

### Industria alimentaria
La industria alimentaria (fabricación de alimentos, bebidas y productos de tabaco) es el sector más grande de la industria bielorrusa. En 2019, 1131 empresas estaban activas en el sector alimentario, empleando a 138,2 mil trabajadores y generando 1182,2 millones de rublos bielorrusos de beneficio neto (después de impuestos). El rendimiento de las ventas en la industria alimentaria fue del 8,4% en 2019. En 2019, la participación de los productos lácteos en la producción total en la industria alimentaria fue del 28,6%, productos cárnicos — 24,2%, piensos — 12,4%, bebidas — 8%, aceites y grasas  — 4,4%, confitería — 4,3%. Las empresas más grandes en el sector se encuentran en el centro y oeste de Bielorrusia.
En 2020, las empresas bielorrusas produjeron 1060,6 mil toneladas de carne y subproductos comestibles, 264,8 mil toneladas de salchichas, 2100 mil toneladas de productos lácteos de leche entera (en equivalente de leche cruda), 119,5 mil toneladas de mantequilla, 269,2 mil toneladas de queso, 69,5 mil toneladas de chocolate y confitería, 16,3 millones de decalitros de bebidas destiladas, 43 millones de decalitros de cerveza. En 2019, 638,9 mil toneladas de azúcar y 430,9 mil toneladas de sal fueron producidos.
Cuatro grandes cervecerías producen casi el 90% de la cerveza en Bielorrusia: Krynica (Misnk, propiedad estatal), Alivaria (Minsk, con participación mayoritaria propiedad de Carlsberg Group), Syabar-Heineken (Babruysk), Lidskaer Priva (Lida, propiedad de Olvi). Ente los años 2000 y principios de los años 2010, cuatro grandes cervecerías en Minsk (Alivaria), Babruysk, Lida y Rečyca fueron compradas por corporaciones multinacionales. A principios de la década de los 2000, la cervecería Krynica en Minsk alcanzó un acuerdo con Baltika Breweries para transferir su participación mayoritaria a Baltika a cambio de inversiones, pero luego abandonó el acuerdo unilateralmente.
Minsk Kristall es la destilería más grande, la cual produce 4,81 millones de dal de vodka y bebidas similares, o aproximadamente el 34% del consumo de vodka en Bielorrusia. Las destilerías estatales en Brest, Vitebsk, Gomel, Grodno y Klimavichy son otros actores principales del mercado, produciendo más de 1 millón de dal de vodka y bebidas similares. Varías destilerías privadas operan en estos sectores, siendo la más grande Akvadiv (raión de Maladzyechna), copropiedad de Vladimir Peftiev y Minsk Kristall.
Se estima que las empresas bielorrusas producen el 2,4% de productos lácteos en el mundo. En 2019, Bielorrusia exportó productos lácteos y huevos por un valor de 2384,9 millones de dólares, carne y productos derivados por un valor de 926 millones de dólares, vegetales y frutas por un valor de 575 millones de dólares y bebidas por un valor de 201,5 millones de dólares.
En agosto de 2023, el primer ministro bielorruso, Román Golóvchenko, presentó al ministro de Agricultura Sergei Bartosh, destacando las prioridades estratégicas como la optimización de cultivos y la modernización de la producción lechera, enfatizando la importancia del sector. La presentación se realizó recientemente, con el objetivo de abordar los desafíos y revitalizar las empresas agrícolas en dificultades.

#### Cigarros
De acuerdo a la clasificación bielorrusa, la fabricación de cigarros es parte de la industria alimentaria. La Fábrica de tabaco de Grodno es el mayor productor de cigarros en el país. En 2019, Aleksandr Lukashenko otorgó a su socio Aliaksei Aleksin el derecho exclusivo para importar productos de tabaco; Aleksin también comenzó a construir una nueva fábrica de tabaco cerca de Minsk. Los cigarros producidos en Bielorrusia a menudo se introducen de contrabando en otros países debido a los bajos tipos impositivos vigentes en el país.

### Industria química

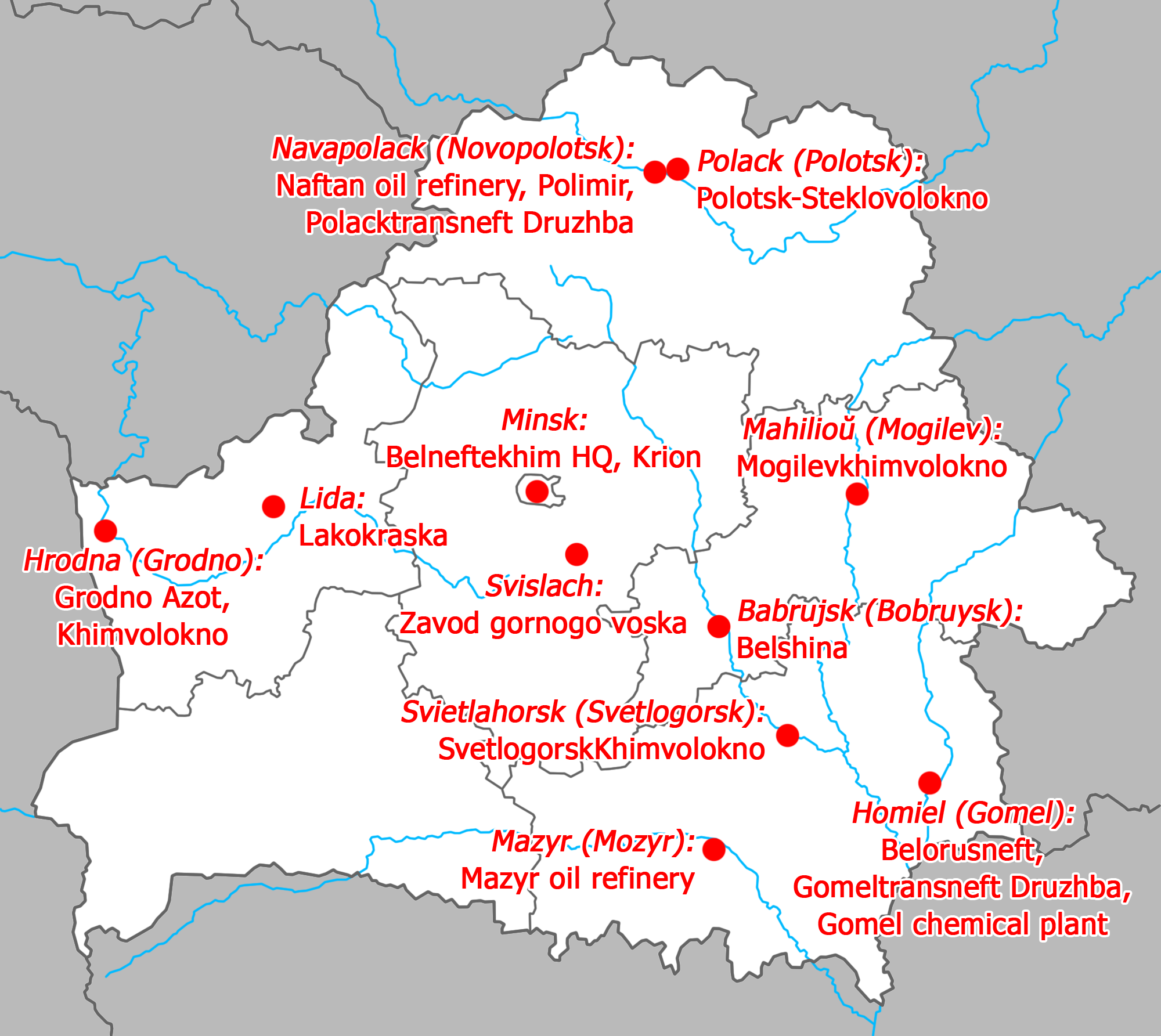
Ubicación de las principales empresas de Belneftekhim. Nota: Belaruskali no se muestra porque se excluyó de Belneftekhim en 2014.

Bielorrusia cuanto con varias fábricas químicas de construcción soviética. La agencia estadística bielorrusa Belstat distingue actualmente dos sectores de la industria química — "fabricación de coque y productos refinados del petróleo" y "fabricación de productos químicos". El núcleo del sector de procesamiento de petróleo son dos plantas: la refinería de Naftan en Navapólatsk y la refinería de Mazyr. El principal subsector de la fabricación de productos químicos es la producción de fertilizantes (76,5% de la producción en 2019), mientras que otros subsectores destacados son la fabricación de fibras sintéticas (6,3%), productos químicos para el hogar (5,1%), barnices y pinturas (4,9%).
En 2020, las empresas bielorrusas produjeron 3224,4 mil toneladas de gasolina de motor, 5825,6 mil toneladas de combustible diésel, 8698 mil toneladas de fertilizantes minerales y químicos, y 205,8 mil toneladas de fibras químicas. En 2019, se procesaron 17853 mil toneladas de petróleo crudo. De las 8553,4 mil toneladas de fertilizantes producidos en 2019, 7348,2 mil toneladas fueron fertilizantes de potasa (Belaruskali), 988,2 mil toneladas, fertilizantes nitrogenados (Grodno Azot) y 217 mil toneladas, fertilizantes de fósforo (Planta química de Gómel). En 2019, las empresas bielorrusas también produjeron 1100,8 mil toneladas de amoníaco, 1005,4 mil toneladas de ácido sulfúrico y óelum, 741,4 mil toneladas de polímeros (en formas primarias), 216,4 mil toneladas de fibras sintéticas, 68,8 mil toneladas de detergentes, 26,2 mil toneladas de pesticidas, 5,7 mil toneladas de cosméticos para la piel.
En 2019, 38 empresas estaban activas en el sector de refinación de petróleo con 13,1 mil trabajadores y 492 empresas estaban activas en la fabricación de productos químicos con 48,1 mil trabajadores. La producción industrial total en el sector de refinación de petróleo ascendía a Br 16.672 millones (c. US$ 7,8 millones), en química propiamente dicha — Br 10.413 millones (c. US$ 4,8 mil millones)
La mayoría de las grandes empresas en el sector son operadas por el gobierno a través de la empresa estatal Belneftekhim, subordinada al Consejo de Ministros.
La empresa más grande es Belaruskali (100% propiedad estatal), que es uno de los mayores productores de potasa a nivel mundial, su participación en el mercado global se estima en un 16%. Otras fábricas importantes son:
- Refinería de petróleo de Naftan (99,83% propiedad estatal[33])
- Refinería de petróleo de Mazyr (44,77% propiedad estatal,[34] la rusa Rosneft posee una gran participación)
- Belshina, fábrica de neumáticos en Babruisk (100% propiedad estatal[35])
- Grodno Azot, fábrica de fertilizantes de nitrógeno en Grodno (99,97% propiedad estatal[36])
- Mogilevkhimvolokno, fábrica de fibra sintética en Mogilev (90,45% propiedad estatal[37])
- Khimvolokno, fábrica de fibra sintética en Grodno (actualmente una marca de Grodno Azot)
- SvietlahorskKhimvolokno, fábrica de fibra sintética en Svetlahorsk (100% propiedad estatal[38])
- Polimir, productor de plástico en Novopolotsk (actualmente una marca de Naftan)

En 2012, Aleksandr Lukashenko transfirió la extinta fábrica de concentrados de proteínas y vitaminas utilizados en la cría de animales (en ruso: Завод белково-витаминных концентратов) en Novopolotsk a la empresa Interservis, propiedad de su presunto socio Mikalai Varabei, para construir una tercera refinería de petróleo.
A finales de la década de 2010, comenzó una importante reconstrucción de la refinería de petróleo de Naftan. Según el sitio web oficial de Belneftekhim, se invirtieron más de mil millones de dólares en la reconstrucción. A junio de 2021, la modernización de Naftan aún no se completaba; la inversión total se estimaba en 1600 millones de dólares.
Las refinerías de petróleo bielorrusas dependen críticamente de la importación de petróleo ruso a través del oleoducto Druzhba. En 2020, se volvieron a mencionar los planes para diversificar las importaciones de petróleo usando puertos lituanos y ucranianos. Las disputas petroleras con Rusia son un tema político importante en las relaciones bilaterales. Bielorrusia utiliza varios yacimientos petrolíferos pequeños (se producen al rededor de entre 1,5 y 1,7 millones de toneladas cada año), pero el crudo se exporta a través del oleoducto Druzhba. Los importantes yacimientos de esquistos bituminosos no se utilizan (a fecha de 2021).
Belaruskali produce fertilizantes de potasa utilizando materias primas (silvinita y carnalita) de minas locales en las tierras bajas de Polesia, Grodno Azot utiliza grandes cantidades de gas natural importado para producir fertilizantes nitrogenados, la planta química de Gomel importa minerales crudos para producir fertilizantes de fósforo y otras sustancias.
Las exportaciones de petróleo refinado y productos químicos constituyen una parte importante del comercio exterior bielorruso. En 2019, Bielorrusia exportó petróleo, sus productos y materiales relacionados por un valor de 6259,7 millones de dólares (18,99% de las exportaciones totales; en 2018, superó los 8000 millones de dólares) y fertilizantes por 3259 millones de dólares (9,89% de las exportaciones).

### Industria automotriz y otras máquinas

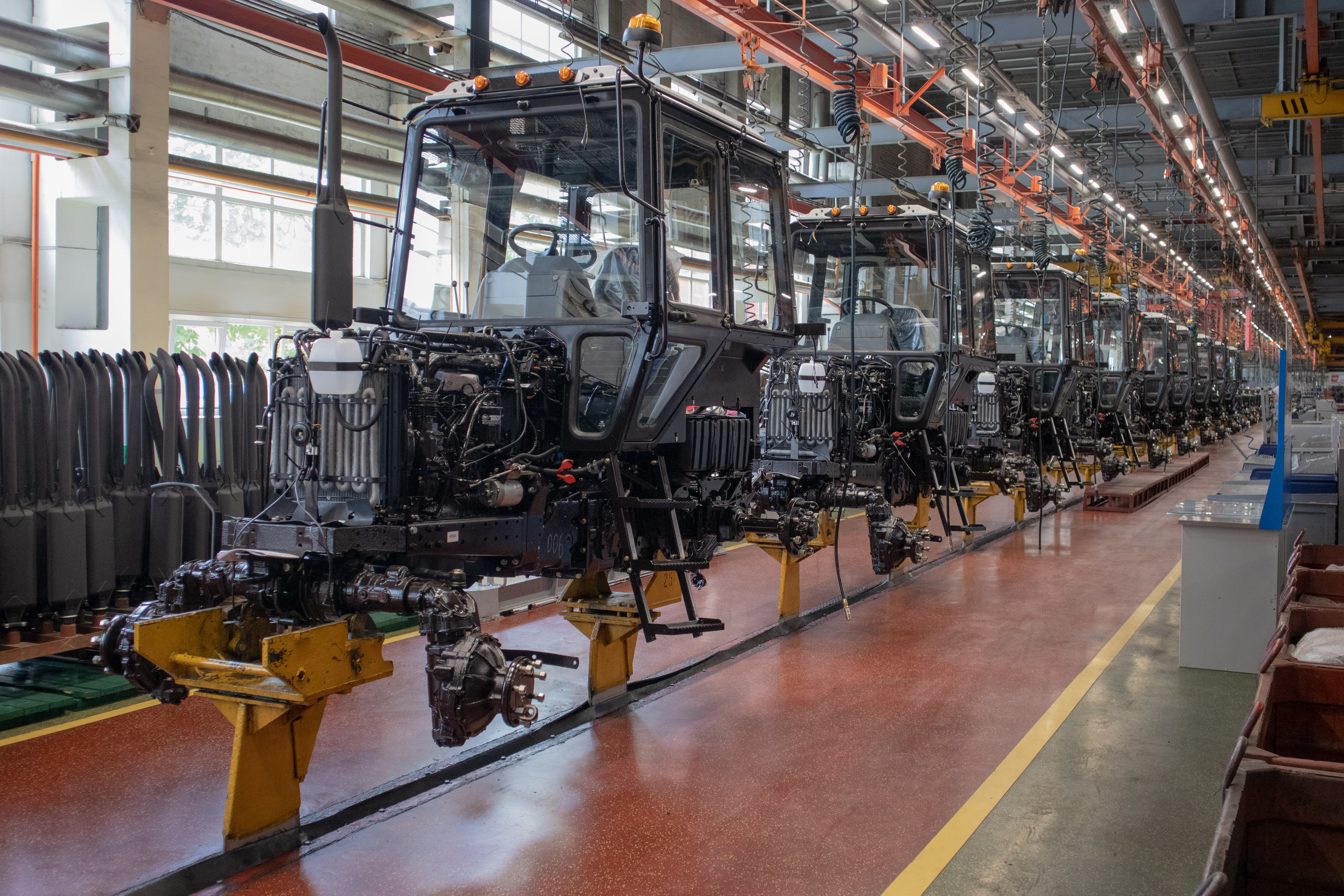
Línea de montaje con sistema transportador en la Planta de Tractores de Minsk.

La industria automotriz en Bielorrusia surgió en la década de 1940, cuando se construyó la Fábrica de Automóviles de Minsk (MAZ). En la década de 1950, la producción de volquetes mineros se trasladó de MAZ a la fábrica de BelAZ en Zhódino. En 1991, la fábrica de MZKT se separó de MAZ. Entre 1992 y 1993, MAZ comenzó a producir autobuses y la fábrica de Belkommunmash en Minsk empezó a producir trolebuses. En Bielorrusia hay varias fábricas que producen unidades de automóviles (Baránavichy, Barysau, Grodno, Minsk y otras ciudades). Los mayores fabricantes de maquinaria agrícola son la Planta de Tractores de Minsk (MTZ, Minsk) y Gomselmash (Gomel), otras importantes se encuentran en Lida y Babruisk. Se estima que la fábrica bielorrusa de volquetes pesados BelAZ es una de las más grandes del mundo.
Las plantas más grandes son 100% estatales: MTZ, MAZ, MZKT, Gomselmash, BelAZ. El ayuntamiento de Minsk posee el 99.45% de las acciones de Belkommunmash (BKM). Las fábricas estatales del sector son económicamente independientes y forman holdings con fábricas menores. El sector está supervisado por el Ministro de Industria de Bielorrusia. La participación mayoritaria del fabricante de maquinaria de construcción y forestal Amkodor (antigua fábrica "Udarnik" en Minsk) pertenece a Aliaksandr Shakutsin quien fue reconocido por el Consejo de la Unión Europea como la persona "que más se benefició de la privatización durante el mandato de Lukashenko como presidente".

### Metalurgia y fabricación de productos metálicos

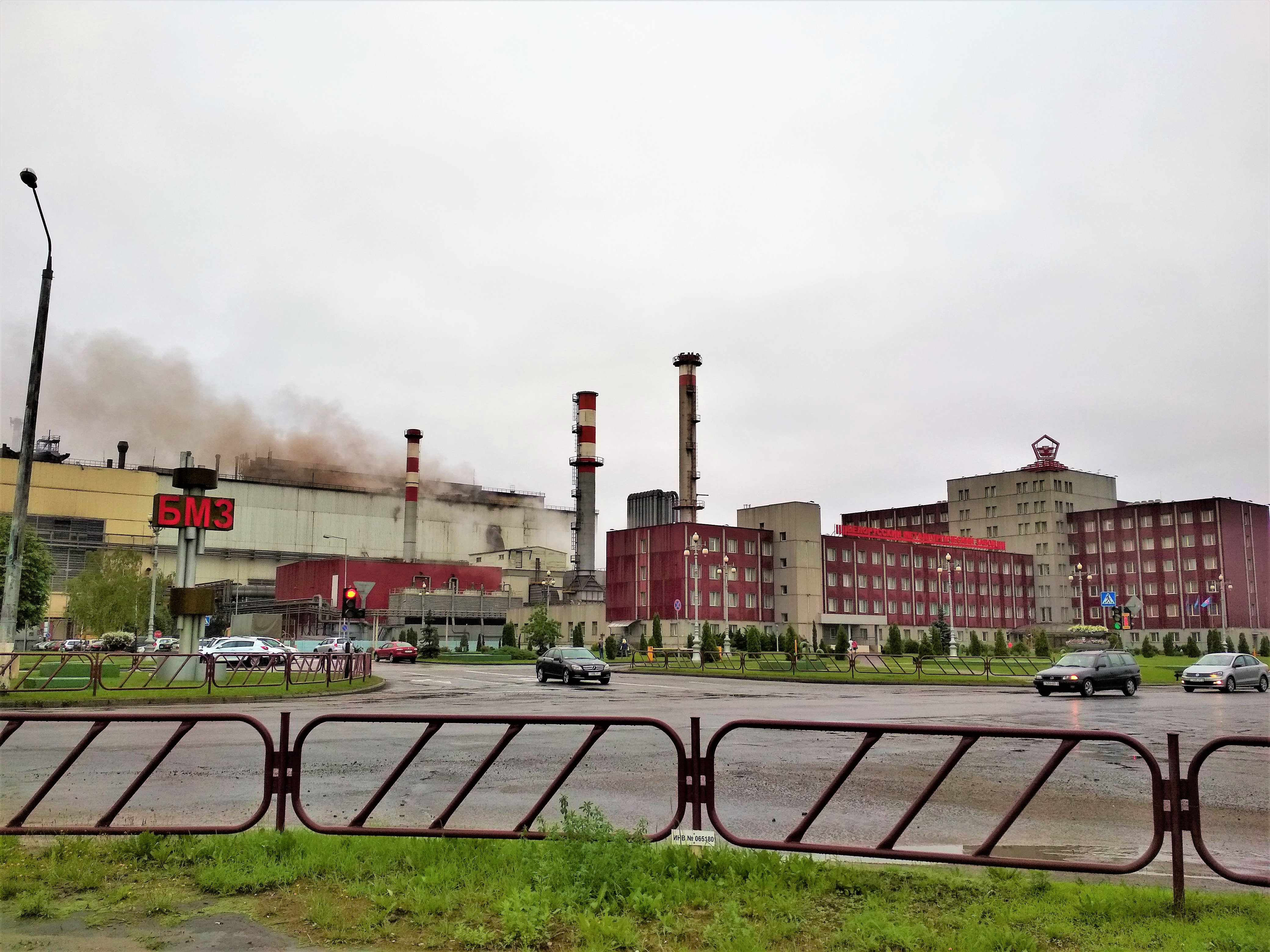
Fábrica de acero BMZ

La Fábrica de Acero Bielorrusa en Zhlobin (construida en la década de 1980 por la compañía austriaca Voestalpine) es la mayor fábrica del sector en Bielorrusia. Otras fábricas significativas son la siderurgia de Mogilev y la planta ferretera de Réchytsa. En 2019, en el sector metalúrgico y manufacturero de productos metálicos (excepto transporte y otras maquinarias) había 1757 empresas activas en dichos sectores, que empleaban a 57,7 mil trabajadores y producían 7888,9 millones de rublos bielorrusos (aprox. US$ 3700 millones) de producción industrial.

## Comercio exterior
Las exportaciones de bienes industriales ascendieron a 31.991 millones de dólares estadounidenses en 2018 y 30.871 millones de dólares estadounidenses en 2019. Entre 2015 y 2019, entre el 57% y el 63% de la producción industrial se exportó anualmente.
En 2021, el Comité Nacional de Estadística de la República de Bielorrusia dejó de publicar informes sobre varios aspectos del comercio exterior después de que la UE, Estados Unidos, Reino Unido y otros países impusieran sanciones a Bielorrusia.